# Birinşi Lïga 2019
La Birinşi Lïga 2019 è stata la 25ª edizione della seconda serie del campionato kazako di calcio. La stagione è iniziata il 5 aprile 2018 ed è terminata il 3 novembre successivo. 

## Stagione

### Novità
Al termine della stagione 2018 non ci sono state retrocessioni in Ekinşi Lïga. Sono retrocesse dalla Qazaqstan Prem'er Ligasy il Qyzyljar e l'Aqjaıyq. Dalla Ekinşi Lïga sono salite Astana 2 e Akademıya Ońtýstik. Il numero delle squadre è salito da dodici a quattordici.

### Formula
Le 14 squadre partecipanti si affrontano due volte, per un totale di 26 giornate.

Le prime due classificate vengono promosse alla Qazaqstan Prem'er Ligasy 2020.
La terza classificata gioca lo spareggio con la terzultima classificata della Qazaqstan Prem'er Ligasy 2019.

## Classifica
|  | Pos. | Squadra            | Pt | G  | V  | N  | P  | GF | GS | DR  |
|  | ---- | ------------------ | -- | -- | -- | -- | -- | -- | -- | --- |
|  | 1.   | Qyzyljar           | 58 | 26 | 17 | 7  | 2  | 58 | 15 | +43 |
|  | 2.   | Kaspıı             | 56 | 26 | 17 | 5  | 4  | 48 | 21 | +27 |
|  | 3.   | Aqjaıyq            | 55 | 26 | 16 | 7  | 3  | 45 | 21 | +24 |
|  | 4.   | Altaı              | 53 | 26 | 16 | 5  | 5  | 43 | 14 | +29 |
|  | 5.   | Jetisý B           | 42 | 26 | 10 | 12 | 4  | 42 | 23 | +19 |
|  | 6.   | Maqtaaral          | 41 | 26 | 13 | 2  | 11 | 37 | 34 | +3  |
|  | 7.   | Qairat Akademija   | 37 | 26 | 11 | 4  | 11 | 49 | 36 | +13 |
|  | 8.   | Baıqońyr           | 37 | 26 | 10 | 7  | 9  | 37 | 43 | -6  |
|  | 9.   | Akademıya Ońtýstik | 33 | 26 | 10 | 3  | 13 | 28 | 38 | -10 |
|  | 10.  | Qyran              | 27 | 26 | 7  | 6  | 13 | 45 | 55 | -10 |
|  | 11.  | Shahter-Bolat      | 23 | 26 | 6  | 5  | 15 | 24 | 47 | -23 |
|  | 12.  | Ekibastuz          | 22 | 26 | 6  | 4  | 16 | 22 | 42 | -20 |
|  | 13.  | Astana 2           | 22 | 26 | 6  | 4  | 16 | 32 | 60 | -28 |
|  | 14.  | Aqtóbe-Jas (-6)    | -3 | 26 | 0  | 3  | 23 | 11 | 72 | -61 |

Legenda:
      Promossa in Qazaqstan Prem'er Ligasy 2020
 Ammessa allo spareggio promozione-retrocessione
      Retrocessa in Ekinşi Lïga 2020
Note:
Tre punti a vittoria, uno a pareggio, zero a sconfitta.

## Spareggio promozione/retrocessione
|         | Risultati |         | Luogo e data            |
| ------- | --------- | ------- | ----------------------- |
| Aqjaıyq | 0 - 0     | Taraz   | Oral, 15 novembre 2019  |
| Taraz   | 3 - 1     | Aqjaıyq | Taraz, 18 novembre 2019 |
|         |           |         |                         |